# Huêtre
Huêtre és un municipi francès, situat al departament del Loiret i a la regió de Centre. L'any 2007 tenia 208 habitants.

## Demografia

### Població
El 2007 la població de fet de Huêtre era de 208 persones. Hi havia 72 famílies, de les quals 20 eren unipersonals (8 homes vivint sols i 12 dones vivint soles), 12 parelles sense fills i 40 parelles amb fills.
La població ha evolucionat segons el següent gràfic:
Habitants censats

### Habitatges
El 2007 hi havia 86 habitatges, 77 eren l'habitatge principal de la família, 3 eren segones residències i 6 estaven desocupats. Tots els 85 habitatges eren cases. Dels 77 habitatges principals, 60 estaven ocupats pels seus propietaris, 16 estaven llogats i ocupats pels llogaters i 1 estava cedit a títol gratuït; 1 tenia una cambra, 2 en tenien dues, 7 en tenien tres, 18 en tenien quatre i 49 en tenien cinc o més. 63 habitatges disposaven pel capbaix d'una plaça de pàrquing. A 28 habitatges hi havia un automòbil i a 43 n'hi havia dos o més.

### Piràmide de població
La piràmide de població per edats i sexe el 2009 era:
| Homes | Edats   | Dones |
| ----- | ------- | ----- |
| 0     | 95 o +  | 0     |
| 2     | 90 a 94 | 0     |
| 0     | 85 a 89 | 2     |
| 1     | 80 a 84 | 1     |
| 3     | 75 a 79 | 0     |
| 2     | 70 a 74 | 4     |
| 6     | 65 a 69 | 1     |
| 2     | 60 a 64 | 3     |
| 5     | 55 a 59 | 4     |
| 8     | 50 a 54 | 8     |
| 8     | 45 a 49 | 8     |
| 6     | 40 a 44 | 10    |
| 8     | 35 a 39 | 7     |
| 9     | 30 a 34 | 12    |
| 7     | 25 a 29 | 7     |
| 6     | 20 a 24 | 2     |
| 6     | 15 a 19 | 1     |
| 8     | 10 a 14 | 6     |
| 11    | 5 a 9   | 6     |
| 9     | 0 a 4   | 10    |

## Economia
El 2007 la població en edat de treballar era de 141 persones, 112 eren actives i 29 eren inactives. De les 112 persones actives 102 estaven ocupades (53 homes i 49 dones) i 10 estaven aturades (3 homes i 7 dones). De les 29 persones inactives 7 estaven jubilades, 12 estaven estudiant i 10 estaven classificades com a «altres inactius».

### Ingressos
El 2009 a Huêtre hi havia 80 unitats fiscals que integraven 230 persones, la mediana anual d'ingressos fiscals per persona era de 20.861,5 €.

### Activitats econòmiques
Dels 8 establiments que hi havia el 2007, 4 eren d'empreses de construcció, 1 d'una empresa de comerç i reparació d'automòbils, 2 d'empreses de transport i 1 d'una empresa immobiliària.
Dels 4 establiments de servei als particulars que hi havia el 2009, 1 era un paleta, 1 guixaire pintor, 1 fusteria i 1 lampisteria.
L'únic establiment comercial que hi havia el 2009 era una carnisseria.
L'any 2000 a Huêtre hi havia 15 explotacions agrícoles que ocupaven un total de 1.188 hectàrees.

## Equipaments sanitaris i escolars
El 2009 hi havia una escola elemental integrada dins d'un grup escolar amb les comunes properes formant una escola dispersa.

## Poblacions més properes
El següent diagrama mostra les poblacions més properes.